# Huni
Huni, hay Hoeni, (2637 TCN - 2613 TCN) là vị pharaon cuối cùng của vương triều thứ 3 thuộc thời kỳ Cổ Vương Quốc. Theo bản danh sách vua Turin, ông thường được coi là đã có một triều đại kéo dài 24 năm, kết thúc vào khoảng năm 2600 TCN.
Vua Huni thường được các học giả công nhận một cách chắc chắn như là vị vua cuối cùng của vương triều thứ ba, tuy nhiên thứ tự kế vị của các vị vua vào giai đoạn cuối vương triều thứ 3 hiện vẫn còn một số chưa chắc chắn. Chúng ta cũng chưa rõ liệu sử gia Manetho đã sử dụng tên gọi nào theo tiếng Hy Lạp để ghi lại tên của ông trong tác phẩm Aegyptiacae của ông ta. Winfried Barta cho rằng nhiều khả năng ông gọi là Aches, theo tiếng Hy Lạp. Nhiều nhà Ai Cập học tin rằng Huni chính là cha của vua Sneferu, nhưng có một số học giả khác lại nghi ngờ về điều này. Các học giả ngày nay còn nhìn nhận Huni như là một nhân vật bí ẩn trong lịch sử Ai Cập, bởi vì những câu chuyện truyền thuyết về ông vẫn còn được kể lại trong khi chỉ còn lại rất ít các ghi chép, hiện vật hay công trình của ông còn tồn tại tới ngày nay.

## Chứng thực

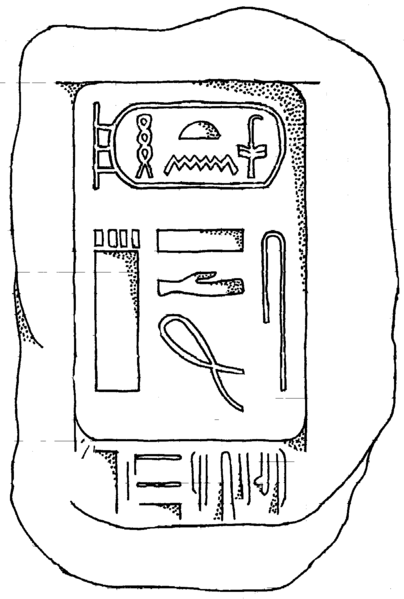
Khối đá granit hình nón được tìm thấy trên đảo Elephantine và có khắc đồ hình của vua Huni

Huni không phải là một pharaon được chứng thực nhiều; Hầu hết các bằng chứng về ông đều chỉ là một cách gián tiếp. Chỉ có hai hiện vật với cùng niên đại là có khắc tên của ông.
Đầu tiên là một khối đá hình nón được chế tác từ đá granit đỏ, nó được phát hiện vào năm 1909 trên đảo Elephantine. Khối đá này dài 160.0 cm, dày 69.0 cm và rộng 50.0 cm. Hình dạng của nó giống như một khối đá Benben điển hình, vốn quen thuộc trong những ngôi mộ mastaba của các vị vua thời kỳ đầu. Ở mặt trước có một hốc hình chữ nhật với một dòng chữ được khắc ở bên trong. Dòng chữ khắc này đề cập đến một cung điện hoàng gia có tên Vương miện của vua Huni và viết tên của Huni bên trong một đồ hình hoàng gia. Phần phía dưới của hốc này được mài phẳng và dài hơn, nó còn cho thấy dấu vết của một dòng chữ khắc thứ hai, dường như giống với những dòng chữ khắc trong hốc. Hiện nay chúng ta vẫn chưa biết được rõ vật thể này có vai trò như thế nào. Trước đó, nó đã được tìm thấy ngay sát một kim tự tháp bậc thang, vì thế các nhà Ai Cập học như Rainer Stadelmann cho rằng nó từng nằm ngay phía trước của công trình này, hoặc thậm chí được gắn liền với một trong các bậc của kim tự tháp. Ngày nay, khối đá này được trưng bày tại Bảo tàng Cairo với tên gọi là hiện vật JE 41556.
Phát hiện thứ hai là một chiếc bát đá được làm bằng magnesit, nó được tìm thấy vào năm 2007 ở phía Nam-Abusir trong ngôi mộ mastaba AS-54, chủ nhân của ngôi mộ này là một viên quan đại thần của triều đình, các nhà khảo cổ học vẫn chưa rõ tên tuổi của vị quan này. Tên của vua Huni được khắc trên chiếc bát đá này nhưng lại không nằm trong đồ hình, ngoài ra nó còn đi kèm với vương hiệu Njswt-Bity. Cách viết này khiến cho tên của vua Huni được đọc là Nskwt-Hw hoặc là Hw-en-Niswt, cả hai cách đọc này đều hợp lý
Vua Huni cũng còn được xác thực trong mastaba L6 ở Saqqara, đây là ngôi mộ của vị quan tên là Metjen và nó có niên đại vào giai đoạn cuối của vương triều thứ 3. Tại đó, người ta đã tìm thấy một dòng chữ có nhắc đến một dinh thự hoàng gia có tên là Hw.t-njswt.-hw ("Hut-nisut-hu") của Huni..
Hơn nữa, Huni còn được nhắc đến ở mặt sau của tấm bia đá Palermo trong phần ghi chép liên quan đến triều đại của vua Neferirkare Kakai, vị vua này dường như đã xây dựng một ngôi đền tang lễ để thờ vua Huni. Tuy vậy, vị trí của ngôi đền vẫn chưa được tìm thấy.
Cuối cùng, Huni còn được nhắc đến trong cuộn giấy Prisse, ở phần lời chỉ dạy của Kagemni, niên đại của nó có lẽ là thuộc vương triều thứ 13. Cuộn giấy papyrus này còn cho thấy một thông tin quan trọng về việc vua Snefru đã kế vị vua Huni ở cột II, dòng 7:
| “ | Mặt khác khi mà đức vua Huni tôn kính băng hà và đức vua Sneferu tôn kính lúc này đây đã được suy tôn lên làm vị vua nhân từ của toàn bộ vùng đất này. Và Kagemni đã được phong làm thị trưởng mới của kinh thành và trở thành tể tướng mới của nhà vua | ” |

Hầu hết các học giả ngày nay đều nghĩ rằng trích đoạn trên có thể giúp củng cố giả thuyết cho rằng Huni chính là vị vua cuối cùng của vương triều thứ 3 và là tiên vương của vua Snefru (vị vua đầu tiên của vương triều thứ tư).

## Tên gọi và danh tính

### Tên trong đồ hình của Huni
Danh tính của Huni hiện vẫn là một điều khó xác định, bởi vì tên của ông được lưu giữ tới ngày nay chủ yếu là dưới dạng tên trong đồ hình và có nhiều biến thể khác nhau. Tên đồ hình của ông xuất hiện sớm nhất có thể là trên khối đá granit hình nón được tìm thấy ở Elephantine, niên đại của nó nhiều khả năng là thuộc về triều đại của ông. Nếu không, tên đồ hình của Huni có thể được tìm thấy sớm nhất đó là trên tấm bia đá Palermo P1, với niên đại là dưới vương triều thứ 5 và trên cuộn giấy Prisse dưới vương triều thứ 13. Đồ hình của Huni còn có mặt trong bản danh sách vua Saqqara và cuộn giấy cói Turin, cả hai đều có niên đại thuộc về vương triều thứ 19. Trong bản danh sách vua Abydos, mà cũng có niên đại dưới vương triều thứ 19, tên của vua Huni bị loại bỏ một cách bí ẩn và thay vào đó là một vị vua khác tên là Neferkara I, ông ta hiện vẫn chưa được các nhà Ai Cập học tìm ra
Việc đọc và dịch tên đồ hình của ông cũng là một vấn đề gây tranh cãi. Về mặt tổng thể, hiện nay chỉ có hai cách viết cơ bản còn tồn tại: một cách viết cũ, gần nhất với cách viết gốc (đã không còn), và một cách viết mới hơn có vẻ như là dựa trên các diễn giải và cách đọc nhầm lẫn dưới thời kỳ Ramsses.

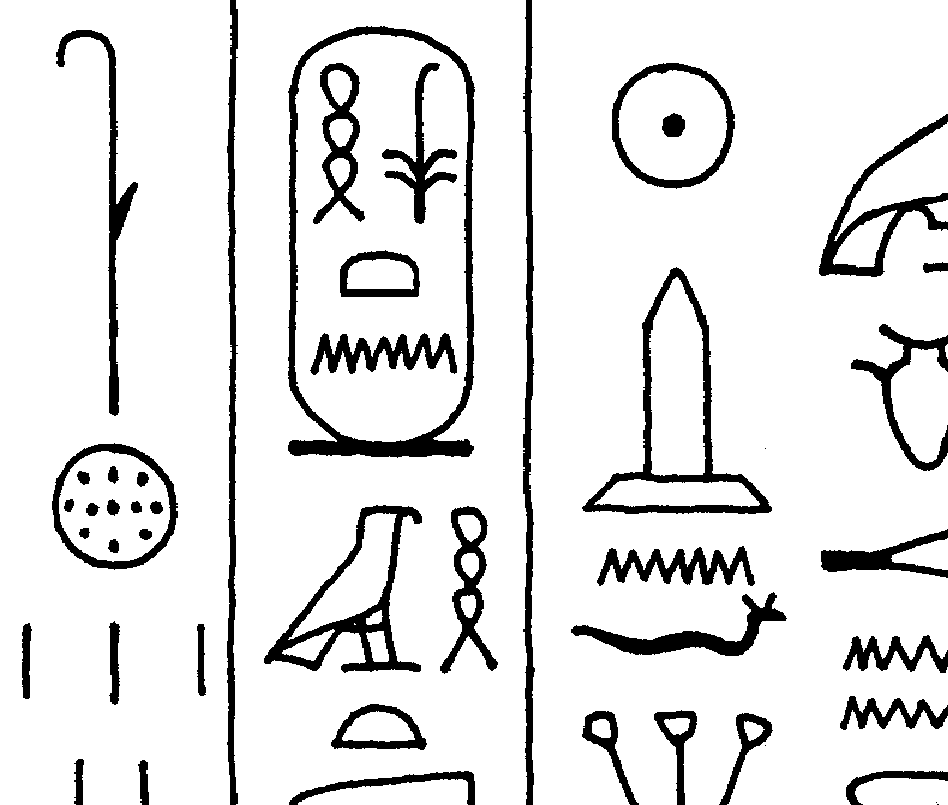
Tên đồ hình của Huni ở mặt sau tấm bia đá Palermo.

Cách viết cũ sử dụng các ký tự chữ tượng hình sau sợi bấc nến (Gardiner ký hiệu V28), mầm bấc (Gardiner ký hiệu M23), ổ bánh mì (Gardiner ký hiệu X1) và dòng nước (Gardiner ký hiệu N35). Cách viết này có thể được tìm thấy trên các hiện vật thuộc thời kỳ Cổ Vương Quốc như tấm bia đá Palermo (dưới triều đại Neferirkare), chữ khắc trong ngôi mộ của Metjen, bình đá tìm thấy ở Abusir và khối đá granit hình nón ở Elephantine. Chỉ có duy nhất trên chiếc bình đá ở Abusir, tên của vua Huni không được viết trong đồ hình nhưng nó lại đi kèm với vương hiệu Niswt-Bity, còn lại tất cả các hiện vật thời Cổ vương quốc khác đều viết tên của nhà vua trong một đồ hình có hình bầu dục.
Các cách viết dưới thời Ramesses sử dụng các ký tự chữ tượng hình sau sợi bấc nến (Gardiner ký hiệu V28), người đàn ông đang đập (Gardiner ký hiệu A25), dòng nước (Gardiner ký hiệu N35) và cánh tay với một cây gậy (Gardiner ký hiệu D40). Đồ hình số 15 trong bản danh sách vua Saqqara vẽ hai nét chéo nằm giữa ký tự dòng nước và cánh tay với cây gậy. Cuộn giấy Prisse lại bỏ ký tự sợi bấc nến và cánh tay với cây gậy. Vào đầu thế kỷ 20, nhà Ai Cập học Ludwig Borchardt đã đưa ra giả thuyết cho rằng các cách viết đồ hình theo kiểu cũ và theo kiểu thời Ramesses trên đều chỉ đề cập đến cùng một vị vua. Ông ta cho rằng các viên ký lục dưới thời Ramesses đã mắc sai lầm khi loại bỏ ký tự bấc của tên vương hiệu Niswt-Bity trong đồ hình rồi sau đó viết nó vào phía đằng trước tên đồ hình hoàng gia, mà lại không nhận ra rằng ký tự này là một phần trong tên lúc sinh hoặc tôn hiệu của vua Huni. Ông ta cũng cho rằng ký tự sợi bấc nến đã bị hiểu sai thành ký tự "đang trừng phạt", điều này khiến cho các viên ký lục thời Ramsses sử dụng ký tự tượng hình một người đang đập đằng sau nó. Những kết luận trên vẫn được các học giả ngày nay tán thành. Theo giả thuyết trên, Borchardt đọc tên đồ hình của Huni là Niswt Hw ("vua Hu")

### Huni có thể là tên Horus
Tên Horus của Huni hiện vẫn chưa rõ. Có một số giả thuyết kết nối tên đồ hình của "Huni" với tên Horus của các vị vua cùng thời.
Vào cuối những năm 1960, bảo tàng Louvre đã mua một tấm bia đá có khắc họa một vị vua với tên Horus là Horus-Qahedjet ("vương miện của Horus được đội lên"). Dựa theo văn phong của nó, niên đại của tấm bia đá này có thể thuộc về giai đoạn cuối vương triều thứ ba và có vẻ như nó có thể đã đề cập đến Huni.Tuy nhiên, niên đại và tính chính xác của nó đã nhiều lần bị đặt câu hỏi, và ngày nay tấm bia đá này được cho là giả mạo, hoặc là nó được dành để tưởng nhớ tới vua Thutmose III (vương triều thứ 18) trong khi lại bắt chước theo phong cách nghệ thuật của vương triều thứ 3.
Peter Kaplony lại đề xướng một tên gọi khác được tìm thấy trong hầm chôn cất của một kim tự tháp chưa hoàn thành tại Zawyet el'Aryan. Công trình này được cho là thuộc về một vị pharaon có tên là Bikheris. Tên gọi được nhắc đến ở trên đọc là Neb-hedjetnwb ("vị chúa tể của vương miện vàng") và Kaplony nghĩ rằng đây có thể là tên Horus của Huni. Tuy nhiên, các nhà Ai Cập học như Aidon Dodson phủ nhận giả thuyết này và cho rằng tên gọi Neb-hedjetnwb nên là tên Horus Vàng của Bikheris.
Một số nhà Ai Cập học khác như Toby Wilkinson và Rainer Stadelmann lại đồng nhất Huni với vị vua Horus-Khaba("linh hồn của Horus hiện diện"). Điều này dựa trên căn cứ đó là tên Horus của cả hai vị vua đều được chạm khắc trên các bình đá mà không có bất kỳ chú thích nào khác. Đây là một phong cách bắt đầu xuất hiện sau khi vua Khasekhemwy (vị vua cuối cùng của vương triều thứ 2) băng hà và nó chấm dứt dưới thời vua Sneferu (đầu vương triều thứ 4). Do đó, đây là một phong cách điển hình của vương triều thứ 3. Thêm vào đó, Stadelmann còn lưu ý đến Kim tự tháp Tầng ở Zawyet el'Aryan. Công trình này có thể đã được Khaba cho xây dựng, bởi vì một mastaba gần đó có chứa một vài bình đá với tên Horus của ông ta. Bởi vì cuộn giấy cói Turin ghi lại một triều đại kéo dài 24 năm dành cho Huni, cho nên Stadelmann lập luận rằng đây sẽ là khoảng thời gian cần thiết để xây dựng xong Kim tự tháp Tầng. Hơn nữa, Stadelmann chỉ ra rằng một số lượng lớn các dấu triện bằng bùn và bát đá đã được phát hiện tại nhiều di chỉ khảo cổ quen thuộc trên khắp Ai Cập. Theo quan điểm của ông ta, điều này cho thấy một triều đại đã tồn tại lâu dài. Vì vậy, ông ta đồng nhất Khaba với Huni.

## Gia đình

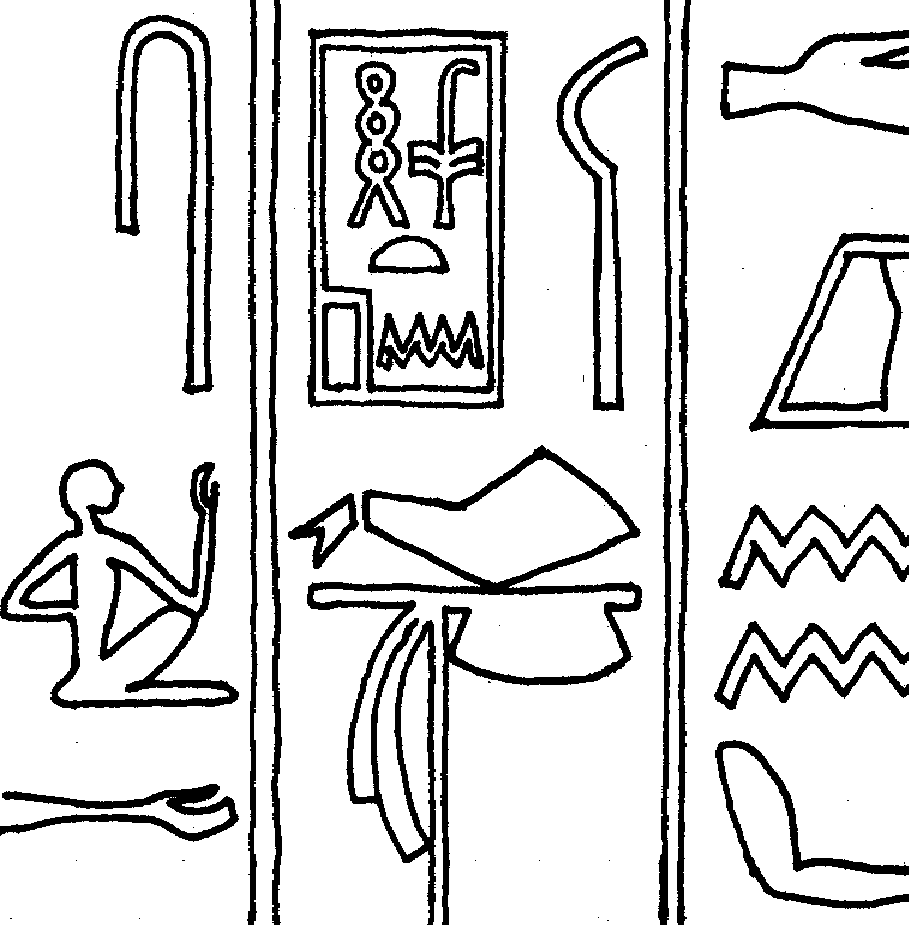
Dòng chữ từ mastaba L6 đề cập đến cung điện hoàng gia của Huni.

Các ghi chép đương thời và sau này thường đề cập đến Huni và vị vua kế vị ông là Snefru trong cùng một câu, và luôn luôn kế tiếp nhau. Vì vậy, các nhà Ai Cập học và sử gia tin rằng Huni có thể có mối quan hệ về mặt huyết thống với Snefru. Nhân vật nắm giữ vai trò quan trọng trong trường hợp này đó là nữ hoàng Meresankh I, người mẹ hoàng gia của Snefru. Bà chắc chắn đã mang tước hiệu của một nữ hoàng, nhưng lại không có ghi chép đương thời nào kết nối tên của bà với tước hiệu của một người con gái hay một người vợ của Huni. Điều này gây nên sự nghi ngờ về mối quan hệ gia đình giữa Huni và Snefru. Ngày nay hầu hết các học giả đều tin vào những gì được nhà sử học Manetho ghi lại trong tác phẩm Aegyptiacae của ông ta rằng cùng với việc Snefru lên ngôi, một hoàng tộc khác đã giành được quyền lực trên khắp Ai Cập và một triều đại mới đã bắt đầu.
Thay vào đó, có thể nữ hoàng Djefatnebty là một người vợ của Huni, tên của bà đã xuất hiện trong những dòng chữ viết bằng mực đen trên các bình bia được tìm thấy ở Elephantine. Tên của bà còn đi kèm với tước hiệu Weret-hetes, điều này khiến bà chắc chắn là một nữ hoàng. Theo cách diễn giải của Günter Dreyer, sự kiện Djefatnebty qua đời đã được nói đến bên cạnh một số sự kiện diễn ra dưới thời trị vì của vua Huni, mặc dù vậy lại không có tên của vị vua nào được nhắc đến trong các dòng chữ trên. Dreyer tin chắc rằng những lời chú giải đó có liên quan đến năm thứ 22 dưới triều đại của Huni, bởi vì cuộn giấy Turin đã ghi lại rằng triều đại ông kéo dài 24 năm và ngoài ra không có vị vua nào khác của vương triều thứ ba được chứng thực thông qua các bằng chứng khảo cổ học là đã cai trị lâu tới như vậy. Tuy nhiên, cách giải thích của Dreyer vẫn không được chấp nhận rộng rãi.
Cho đến tận ngày nay, không có bất cứ người con hoặc thân thích nào của Huni có thể được xác định và kết nối với ông một cách chắc chắn. William Stevenson Smith và George Andrew Reisner đưa ra giả thuyết cho rằng nữ hoàng Hetepheres I (vợ của Sneferu và mẹ của vua Khufu, vương triều thứ tư) là con gái của vua Huni. Hetepheres đã mang tước hiệu Sat-netjer ("con gái của một vị thần"), điều này khiến Smith và Reisner kết luận rằng đây có thể là dấu hiệu cho thấy bà có thể là con gái của Huni. Trong trường hợp này, Hetepheres sẽ là một hoàng thái nữ và thông qua việc kết hôn với Snefru, bà vẫn bảo tồn được huyết thống của hoàng gia. Nhưng các học giả khác, chẳng hạn như Wolfgang Helck và Winfried Seipel lại nghi ngờ về giả thuyết này. Họ cho rằng rằng tước hiệu của Hetepheres không thể giải thích một cách rõ ràng được về người đã kết hôn với bà.

## Triều đại
Không có nhiều thông tin được biết đến về triều đại của Huni ngoại trừ việc vua Huni được ghi lại là đã cai trị 24 năm theo cuộn giấy cói Turin. Các hoạt động tôn giáo hoặc quân sự dưới triều đại của ông cũng không được biết đến.
Những nguồn sử liệu đương đại duy nhất mà cho phép đánh giá bất kỳ sự phát triển về mặt chính trị và xã hội nào dưới triều đại của Huni chính là những dòng chữ khắc trong lăng mộ của các vị đại thần như là Metjen, Khabausokar, A'a-akhty và Pehernefer. Chúng có niên đại kéo dài từ cuối vương triều thứ 3 cho đến giai đoạn đầu vương triều thứ 4. Chúng cho thấy rằng triều đại của Huni phải là thời điểm bắt đầu thời kỳ hoàng kim của Cổ Vương Quốc. Đây cũng là những văn bản đầu tiên đã cung cấp một cái nhìn sâu sắc và rõ ràng về cơ cấu chính quyền của vương quốc, với các vị nomarch và tể tướng nắm giữ nhiều quyền hạn quan trọng. Ngoài ra lần đầu tiên trong lịch sử Ai Cập, những dòng chữ khắc trong ngôi mộ của Metjen đã đề cập đến việc tước hiệu của các quan đại thần và tư tế chỉ có thể được truyền lại từ đời này qua đời khác.
Có vẻ như Huni đã cho tiến hành một số dự án xây dựng. Cuộn giấy cói Turin vốn hiếm khi ghi lại những thông tin bổ sung liên quan đến các vị vua, đã xác nhận một cách chắc chắn rằng Huni đã cho xây dựng một công trình. Thật không may, đoạn ghi chép có liên quan tới công trình này ở trên cuộn giấy cói đã bị hư hỏng và tên đầy đủ của công trình này đã không còn được lưu lại đến ngày nay. Các nhà Ai Cập học như Günter Dreyer và Werner Kaiser cho rằng đoạn ghi chép trên được đọc là "Ngài đã xây dựng Sekhem...". Họ tin rằng công trình này là một phần của dự án xây dựng lớn diễn ra trên toàn bộ vương quốc, bao gồm cả việc xây dựng một vài kim tự tháp nhỏ.
Một manh mối khác liên quan đến các dự án xây dựng và những thành phố được thành lập dưới triều đại của Huni có thể được ẩn giấu trong tên gọi lịch sử của thành phố Ehnas (ngày nay được biết với tên gọi là Heracleopolis Magna). Wolfgang Helck chỉ ra rằng tên gọi thời Cổ Vương quốc của thành phố này là Nenj-niswt và tên gọi này được viết theo kiểu gần giống với những chữ tượng hình bên trong đồ hình của Huni. Vì vậy, ông ta cho rằng Huni là người đã thành lập nên thành phố Ehnas. Ngoài ra, những chữ khắc trong ngôi mộ của Metjen đề cập đến một thánh địa thờ cúng ở châu Letopolis. Công trình này hiện vẫn chưa được các nhà khảo cổ tìm ra.
Sau khi qua đời, Huni dường như vẫn được thờ cúng rất lâu sau đó. Tấm bia đá Palermo đã đề cập đến những đồ cúng tế dành cho ngôi đền tang lễ của Huni. Tên của Huni cũng được đề cập đến trong cuộn giấy cói Prisse, đây là một bằng chứng khác cho thấy Huni vẫn còn được nhớ đến rất lâu sau khi ông qua đời bởi vì cuộn giấy cói này được viết dưới thời kỳ vương triều thứ 12.

## Những công trình có thể liên quan đến Huni

### Kim tự tháp Meidum

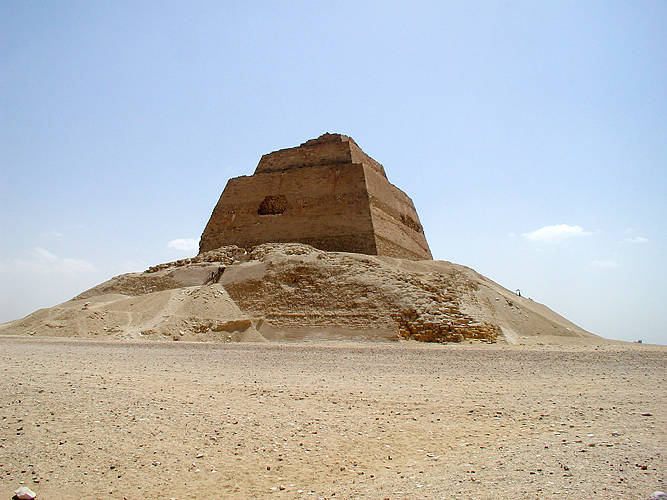
Kim tự tháp Meidum, ban đầu được cho là của Huni, ngày nay được tin là công trình của Snefru.

Trong giai đoạn đầu thế kỷ 20, kim tự tháp Meidum thường được cho là của Huni. Trước đây từng có một giả thuyết tồn tại lâu dài cho rằng Huni đã bắt đầu một kim tự tháp bậc thang, tương tự như của vua Djoser, Sekhemkhet và Khaba, nhưng nó có kiến trúc tiên tiến hơn và có nhiều bậc nhỏ hơn. Khi vua Snefru lên ngôi, ông ta chỉ đơn giản là cho phủ lên bề mặt ngoài của kim tự tháp này bằng những tấm đá vôi sáng bóng, khiến cho nó trở thành một "kim tự tháp thật sự". Hình dáng kỳ lạ của kim tự tháp này ban đầu giải thích như là kết quả của một thảm hoạ xây dựng, người ta cho rằng lớp vỏ bên ngoài của kim tự tháp đã bị sụp đổ và nhiều công nhân đã phải bỏ mạng. Giả thuyết này dường như đã phù hợp với khoảng thời gian chưa được biết rõ của triều đại Snefru. Vào thời điểm đó, các nhà khảo cổ học và sử gia đều không tin rằng Snefru đã cai trị đủ lâu để xây dựng ba kim tự tháp cho bản thân ông ta.
Một số dòng chữ khắc trong các ngôi mộ và những bức tranh tường tán dương "vẻ đẹp của kim tự tháp trắng của vua Snefru" đã được tìm thấy gần đây trong các cuộc khai quật ở khu vực xung quanh kim tự tháp này. Hơn nữa chúng còn là những lời khẩn cầu tới Snefru và "người vợ vĩ đại Meresankh I của ngài". Ngoài ra, những ngôi mộ mastaba xung quanh còn có niên đại dưới triều đại của vua Snefru. Tên của vua Huni chưa bao giờ được tìm thấy ở bất cứ nơi nào xung quanh kim tự tháp này. Những bằng chứng như trên khiến cho các nhà Ai Cập học kết luận rằng kim tự tháp Meidum chưa bao giờ là của Huni mà là một công trình của Snefru, nó được lên kế hoạch và xây dựng như là một đài tưởng niệm. Những bức tranh tường thời Ramsses giúp chúng ta biết được rằng lớp vỏ đá vôi trắng vẫn còn tồn tại trong thời kỳ vương triều thứ 19 và chỉ bắt đầu sụp đổ một cách từ từ vào giai đoạn sau này. Dưới thời kỳ Tân Vương Quốc và thời kỳ La Mã cai trị, phần còn lại của lớp vỏ đá vôi và các tầng phía trong đã bị lấy đi để sử dụng cho các công trình xây dựng khác. Điều này tiếp tục diễn ra dưới thời kỳ Kitô giáo và Hồi giáo thống trị, đặc biệt là trong các công trình xây dựng của người Ả Rập vào thế kỷ 12 TCN. Các nhà văn Ả Rập còn mô tả kim tự tháp Meidum như là một "ngọn núi với năm bậc". Sau cùng, một số trận động đất sảy ra ở khu vực này cũng đã góp phần phá hủy kim tự tháp Meidum.
Ngoài ra, còn một giả thuyết thứ ba khác đối lập với giả thuyết cho rằng Snefru đã hoàn thành dự án xây dựng của Huni, nó dựa trên những đánh giá mới nhất về thời gian cai trị của Snefru. Theo như cuộn giấy cói Turin, Snefru đã cai trị trong 24 năm. Tuy nhiên, dưới thời Cổ Vương quốc, số năm cai trị của nhà vua được tính theo kiểu hai năm một lần dựa vào việc tiến hành kiểm kê gia súc và thu thuế, có nghĩa là Snefru có thể đã cai trị trong 48 năm. Ngày nay, người ta cho rằng một triều đại kéo dài 48 năm sẽ cho phép Snefru xây dựng cả ba kim tự tháp. Thêm vào đó, các nhà khảo cổ học như Rainer Stadelmann chỉ ra rằng sẽ là một điều bất thường nếu như một vị vua thời Cổ vương quốc cướp đoạt hoặc hoàn thành ngôi mộ dành cho vị tiên vương của họ; Tất cả những gì mà một vị vua kế vị đã làm đó là tiến hành chôn cất và niêm phong ngôi mộ của vị tiên vương.

### Kim tự tháp Tầng

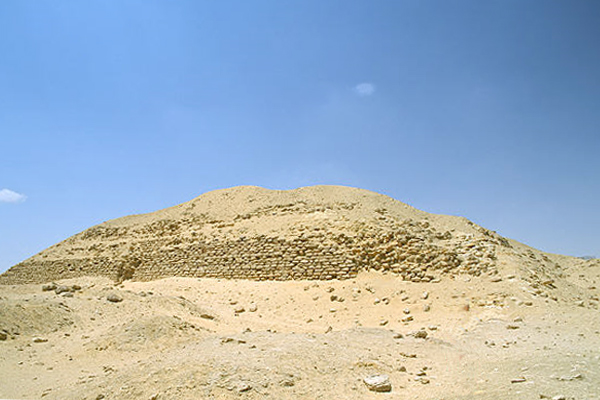
Kim tự tháp Tầng, được cho là thuộc về Khaba.

Rainer Stadelmann nghĩ rằng có thể Huni đã cho xây dựng được cái gọi là Kim tự tháp Tầng ở Zawyet el'Aryan. Theo Stadelmann và Jean-Phillipe Lauer, công trình này đã gần như được hoàn thành. Tuy nhiên, chúng ta vẫn chưa biết được liệu rằng khu phức hợp ngầm đã thực sự từng được sử dụng để chôn cất nhà vua hay chưa. Khu nghĩa địa của Kim Tự tháp Tầng này hiện vẫn chưa hoàn toàn được khám phá. Một số bát đá với tên Horus của vua Khaba đã được tìm thấy trong một mastaba gần đó (Mastaba Z500), nó thường được cho là một phần nằm trong phức hợp của kim tự tháp này. Do đó, Kim tự tháp Tầng thường được biết đến như là kim tự tháp Khaba. Rainer Stadelmann cho rằng Khaba chính là Huni. Ông ta lập luận rằng để hoàn tất việc xây dựng một kim tự tháp cần một khoảng thời gian khá dài và bởi vì cuộn giấy cói Turin ghi lại rằng triều đại của Huni đã kéo dài 24 năm, cho nên chắc chắn đây là khoảng thời gian cần thiết để xây dựng kim tự tháp này. Bởi vậy, cả hai tên gọi ("Huni" và "Khaba") có thể đều chỉ cùng một người.

### Kim tự tháp Lepsius-I
Một kim tự tháp bí ẩn, được xây bằng gạch bùn, đã được phát hiện tại Abu Rawash và được Karl Richard Lepsius ghi lại trong danh sách các kim tự tháp của ông ta với tên gọi Kim tự tháp I. Kim tự tháp này chỉ là một đống đổ nát ở điểm nó được khai quật. Tuy nhiên, Lepsius đã phát hiện một hành lang hẹp dẫn xuống một căn phòng vuông vắn. Tại đó, ông ta đã tìm thấy một cỗ quan tài bằng đá với bề ngoài khá là thô ráp. Lepsius cho rằng kim tự tháp này có niên đại thuộc về vương triều thứ 3 và nó có liên quan đến vua Huni.
Ngày nay, giả thuyết này không còn được chấp nhận. Vào năm 1989, nhà Ai Cập học Nabil Swelim đã tiến hành nghiên cứu kim tự tháp này một cách chính xác hơn và nhận thấy rằng nó được xây bằng gạch bùn nhỏ, với một phần tư của phần lõi đá bên trong được đẽo gọt từ một nền đá tự nhiên. Ngay bên trong phần lõi đá này lại có một vài ngôi mộ đá được xây dựng vào thời kỳ vương triều thứ 5 và thứ 6. Swelim và các nhà Ai Cập học khác như Toby Wilkinson chỉ ra rằng đây là một điều đáng ngạc nhiên bởi vì một kim tự tháp của hoàng gia đã bị phá huỷ hoàn toàn chỉ sau 300 năm được xây dựng, và chỉ để tái sử dụng cho những ngôi mộ đá đơn giản. Ngoài ra, ông ta còn lưu ý tới vị trí địa lý bất thường của kim tự tháp này: Các Kim tự tháp thời Cổ Vương quốc thường được xây dựng trên nền đất cao, trong khi kim tự tháp Lepsius I nằm trên một đồng bằng phẳng. Vì vậy, giả thuyết về việc công trình này được xây dựng vào giai đoạn cuối của vương triều thứ 3 hiện được coi là không còn đáng tin cậy.

### Các kim tự tháp tôn giáo
Một số kim tự tháp bậc thang nhỏ nằm dọc theo sông Nile cũng được xác định là của Huni. Những kim tự tháp nhỏ này có vai trò về mặt tôn giáo và để đánh dấu những lãnh địa quan trọng của hoàng gia. Chúng không có bất cứ căn phòng nào ở bên trong và cũng không được sử dụng cho mục đích mai táng. Một trong số chúng nằm ở mỏm phía đông của hòn đảo Elephantine và một khối đá granit hình nón khắc tên của Huni đã cũng được phát hiện gần đó vào năm 1909. Vì vậy, kim tự tháp nhỏ này là cái duy nhất có thể được xác định một cách chắc chắn là thuộc về Huni. Tuy nhiên, một số học giả như Andrzej Ćwiek đã không thừa nhận quan điểm này, ông ta chỉ ra rằng có thể khối đá granite hình nón của Huni đã được sử dụng lại vào giai đoạn sau này, khi mà các tư tế thời Ramesses tiến hành khôi phục lại những công trình tôn giáo của thời kỳ Cổ Vương quốc. Chỉ có duy nhất một kim tự tháp tôn giáo có thể có liên quan một cách chắc chắn tới một vị vua thời Cổ vương quốc đó là Kim tự tháp Seila, nằm ở ốc đảo Faiyum. Hai tấm bia lớn khắc tên vua Snefru đã được tìm thấy ở phía trước của kim tự tháp này, do đó có thể nó đã được xây dựng dưới triều đại của vị vua này. Bởi vì vua Snefru chính là người đã trực tiếp kế vị vua Huni, cho nên điều này có thể cho thấy rằng kim tự tháp tôn giáo này thực sự đã được xây dựng trong giai đoạn giao thời giữa vương triều thứ 3 và thứ 4.

## Chôn cất
Địa điểm nơi Huni được chôn cất đến nay vẫn chưa được tìm ra. Bởi vì kim tự tháp Meidum đã bị loại trừ, cho nên các nhà Ai Cập học và khảo cổ học đã đề xuất một số địa điểm chôn cất khác thay thế. Rainer Stadelmann và Miroslav Verner cho rằng Kim tự tháp Tầng ở Zawyet el-Aryan chính là lăng mộ của Huni, bởi vì họ đồng nhất Huni với Khaba, vị vua này được cho là có sự liên quan đến kim tự tháp Tầng và còn vì một số bát đá với tên Horus của ông ta đã được tìm thấy trong khu vực nghĩa địa gần đấy.
Ngoài ra, Stadelmann còn cho rằng một mastaba lớn ở Meidum chính là lăng mộ của Huni. Mastaba M17 ban đầu có chiều rộng khoảng 100 mét, chiều dài của nó khoảng 200 mét và cao khoảng 15 đến 20 mét. Phần nằm trên mặt đất được xây bằng gạch bùn không nung và được lấp đầy bởi những viên đá vụn đến từ giai đoạn xây dựng thứ hai của kim tự tháp Meidum. Cấu trúc ngầm của nó bao gồm một đường hầm dài 3,7 mét dẫn vào một hành lang với một số nhà nguyện và hốc lớn. Phòng chôn cất chính đã bị cướp bóc vào thời cổ đại, tất cả những đồ tùy táng đã bị phá hủy hoặc bị đánh cắp. Stadelmann và Peter Janosi nghĩ rằng mastaba này là lăng mộ của một hoàng thái tử, người này vốn là một người con trai của vua Snefru, hoặc nó chính là lăng mộ của Huni.
Miroslav Bárta lại đưa ra một giả thuyết khác cho rằng mastaba AS-54 ở Nam-Abusir nhiều khả năng mới là địa điểm chôn cất của Huni. tại đây, các nhà khảo cổ đã tìm thấy một chiếc bát magnesite sáng bóng, trên đó có khắc vương hiệu niswt-bity của Huni. Bản thân mastaba này cũng từng khá lớn và với các nhà nguyện và hốc lớn bên trong. Họ còn tìm thấy bên trong nó một lượng khá lớn những chiếc đĩa sáng bóng, những chiếc bình và lọ. Một điều khá mâu thuẫn đó là gần như tất cả các chiếc bình đều không được trang trí, không có bất cứ dòng chữ nào được viết bằng mực hoặc được chạm khắc trên những đồ vật này. Do đó, tên chủ nhân thực sự của ngôi mộ này vẫn chưa được tìm ra. Chỉ có duy nhất một chiếc bình rõ ràng cho thấy tên của Huni trong khi một số khác có thể chỉ cho thấy những dấu vết nhỏ. Do đó Bárta đã xem xét hai khả năng có thể sảy ra: đó có thể là một vị quan lớn trong triều đình chẳng hạn như một hoàng tử dưới triều đại của Huni, hoặc chính là của vua Huni.